# 23. Festiwal Polskich Filmów Fabularnych w Gdyni
23. Festiwal Polskich Filmów Fabularnych odbył się w 1998 w Gdyni.

## Laureaci
Złote Lwy: Jan Jakub Kolski Historia kina w Popielawach
Złote Lwy dla producenta najlepszego filmu: Kazimierz Rozwałka Historia kina w Popielawach
Nagroda Specjalna Jury: Dorota Kędzierzawska Nic
Nagrody Indywidualne:
- reżyseria: Jacek Bromski U Pana Boga za piecem
- scenariusz (ex aequo):
  - Zofia Miller U Pana Boga za piecem
  - Jiří Križan Zabić Sekala
- najlepsza rola kobieca: Maja Ostaszewska Przystań
- najlepsza rola męska: Krzysztof Majchrzak Historia kina w Popielawach
- drugoplanowa rola kobieca: Kinga Preis Poniedziałek
- drugoplanowa rola męska: Andrzej Zaborski U Pana Boga za piecem
- debiut reżyserski: Natalia Koryncka-Gruz Amok
- zdjęcia: Artur Reinhart Nic
- muzyka: Marek Kuczyński Cudze szczęście
- scenografia: Monika Uszyńska Małżowina
- kostiumy: Magdalena Biedrzycka Nic
- dźwięk: Katarzyna Dzida U Pana Boga za piecem
- montaż: Cezary Grzesiuk Przystań

Nagroda Dziennikarzy: Nic, reż. Dorota Kędzierzawska
Złoty Klakier, nagroda Radia Gdańsk dla najdłużej oklaskiwanego filmu: U Pana Boga za piecem, reż. Jacek Bromski
Nagroda Prezydenta Gdyni za najlepszą komedię: U Pana Boga za piecem, reż. Jacek Bromski
Nagroda „Video Studio Gdańsk” Ira Łaczina – U Pana Boga za piecem
Nagroda Festiwalu w Toronto dla największej indywidualności festiwalu: Dorota Kędzierzawska, Anita Borkowska-Kuskowska i Artur Reinhart – Nic
Nagroda Kin Studyjnych: Historia kina w Popielawach, reż. Jan Jakub Kolski

## Jury
- Sylwester Chęciński (przewodniczący) – reżyser
- Joanna Bruzdowicz – kompozytor
- Małgorzata Dipont – krytyk filmowy
- Jan Dworak – dziennikarz, producent filmowy
- Bożena Dykiel – aktorka
- Jerzy Janicki – pisarz, dramaturg, scenarzysta filmowy
- Małgorzata Lewandowska – reżyser i realizator dźwięku
- Tadeusz Sobolewski – krytyk filmowy
- Piotr Wojtowicz – operator filmowy

## Filmy konkursowe
Amok, reż. Natalia Koryncka-Gruz
Cudze szczęście, reż. Mirosław Bork
Demony wojny według Goi, reż. Władysław Pasikowski
Drugi brzeg, reż. Magdalena Łazarkiewicz
Historia kina w Popielawach, reż. Jan Jakub Kolski
Kochaj i rób co chcesz, reż. Robert Gliński
Małżowina, reż. Wojciech Smarzowski
Młode wilki 1/2, reż. Jarosław Żamojda
Nic, reż. Dorota Kędzierzawska
Ostatni krąg z cyklu Opowieści weekendowe, reż. Krzysztof Zanussi
Pokój saren, reż. Lech J. Majewski
Poniedziałek, reż. Witold Adamek
Przystań, reż. Jan Hryniak
Spona, reż. Waldemar Szarek
U Pana Boga za piecem, reż. Jacek Bromski
Zabić Sekala, reż. Vladimír Michálek
Złoto dezerterów, reż. Janusz Majewski

## Pokazy specjalne
Biały kruk, reż. Andrew Stevens
Charakter, reż. Mike van Diem
Fotoamator, reż. Dariusz Jabłoński
Zemsta Lucy
Żona przychodzi nocą, reż. Aleksander Czernych